# Donald George Broadley
Pour les articles homonymes, voir Broadley.
Donald George Broadley est un herpétologiste britannique né le 29 mai 1932 et mort le 10 mars 2016. 
Il a travaillé pour le Natural History Museum of Zimbabwe à Bulawayo, Zimbabwe et dans le cadre de la Biodiversity Foundation for Africa.
Il est spécialiste de l'herpétofaune africaine.

## Taxons nommés en son honneur
- Nothophryne broadleyi Poynton, 1963
- Ptychadena broadleyi Stevens, 1972
- Pelusios broadleyi Bour, 1986
- Lygodactylus broadleyi Pasteur, 1995
- Elapsoidea broadleyi Jakobsen, 1997
- Guinea broadleyi Wallach & Hahn, 1997
- Platysaurus broadleyi Branch & Whiting, 1997
- Atheris broadleyi Lawson, 1999
- Afroedura broadleyi Jacobsen, Kuhn, Jackman & Bauer, 2014

## Quelques taxons décrits
- Afrotyphlops nanus Broadley & Wallach, 2009
- Afrotyphlops nigrocandidus (Broadley & Wallach, 2000)
- Atheris acuminata Broadley, 1998
- Coluber zebrinus Broadley & Schätti, 2000
- Cordylus beraduccii Broadley & Branch, 2002
- Cordylus nyikae Broadley & Mouton, 2000
- Crotaphopeltis barotseensis Broadley, 1968
- Dipsadoboa flavida Broadley & Stevens, 1971
- Hemisus barotseensis Channing & Broadley, 2002
- Ichnotropis grandiceps Broadley, 1967
- Leptopelis parbocagii Poynton & Broadley, 1987
- Leptosiaphos rhomboidalis Broadley, 1989
- Leptotyphlops aethiopicus Broadley & Wallach, 2007
- Leptotyphlops howelli Broadley & Wallach, 2007
- Leptotyphlops jacobseni Broadley & Broadley, 1999
- Leptotyphlops keniensis Broadley & Wallach, 2007
- Leptotyphlops macrops Broadley & Wallach, 1996
- Leptotyphlops mbanjensis Broadley & Wallach, 2007
- Leptotyphlops nigroterminus Broadley & Wallach, 2007
- Leptotyphlops pungwensis Broadley & Wallach, 1997
- Leptotyphlops sylvicolus Broadley & Wallach, 1997
- Leptotyphlops telloi Broadley & Watson, 1976
- Letheobia jubana Broadley & Wallach, 2007
- Letheobia largeni Broadley & Wallach, 2007
- Letheobia pembana Broadley & Wallach, 2007
- Letheobia swahilica Broadley & Wallach, 2007
- Letheobia toritensis Broadley & Wallach, 2007
- Lycophidion namibianum Broadley, 1991
- Lycophidion nanum Broadley, 1958
- Lycophidion pygmaeum Broadley, 1996
- Lycophidion taylori Broadley & Hughes, 1993
- Lycophidion variegatum Broadley, 1969
- Lygodactylus howelli Pasteur & Broadley, 1988
- Lygodactylus rex Broadley, 1963
- Lygosoma lanceolatum Broadley, 1990
- Lygosoma mafianum Broadley, 1994
- Melanoseps emmrichi Broadley, 2006
- Melanoseps pygmaeus Broadley, 2006
- Microacontias litoralis Broadley & Greer, 1969
- Monopeltis infuscata Broadley, 1997
- Monopeltis rhodesiana Broadley, Gans & Visser, 1976
- Monopeltis zambezensis Gans & Broadley, 1974
- Myriopholis ionidesi (Broadley & Wallach, 2007)
- Myriopholis tanae (Broadley & Wallach, 2007)
- Nadzikambia mlanjensis Broadley, 1965
- Naja ashei Wüster & Broadley, 2007
- Naja nubiae Wüster & Broadley, 2003
- Natriciteres sylvatica Broadley, 1966
- Nucras caesicaudata Broadley, 1972
- Panaspis maculicollis Jacobson & Broadley, 2000
- Pelusios upembae Broadley, 1981
- Phrynobatrachus stewartae Poynton & Broadley, 1985
- Platysaurus imperator Broadley, 1962
- Platysaurus maculatus Broadley, 1965
- Platysaurus ocellatus Broadley, 1962
- Platysaurus pungweensis Broadley, 1959
- Platysaurus relictus Broadley, 1976
- Poyntonophrynus kavangensis (Poynton & Broadley, 1988)
- Probreviceps rhodesianus Poynton & Broadley, 1967
- Prosymna semifasciata Broadley, 1995
- Psammophis namibensis Broadley, 1975
- Psammophis orientalis Broadley, 1977
- Psammophis rukwae Broadley, 1966
- Rhinoleptus parkeri (Broadley, 1999)
- Scelotes bourquini Broadley, 1994
- Scelotes duttoni Broadley, 1990
- Scelotes fitzsimonsi Broadley, 1994
- Scelotes insularis Broadley, 1990
- Scelotes vestigifer Broadley, 1994
- Scolecoseps litipoensis Broadley, 1995
- Telescopus gezirae Broadley, 1994
- Thelotornis usambaricus Broadley, 2001
- Typhlacontias kataviensis Broadley, 2006
- Typhlosaurus jappi Broadley, 1968
- Xenocalamus sabiensis Broadley, 1971
- Xyelodontophis uluguruensis Broadley & Wallach, 2002
- Zygaspis ferox Broadley & Broadley, 1997
- Zygaspis kafuensis Broadley & Broadley, 1997
- Zygaspis nigra Broadley & Gans, 1969